# Ursula Bagdasarjanz

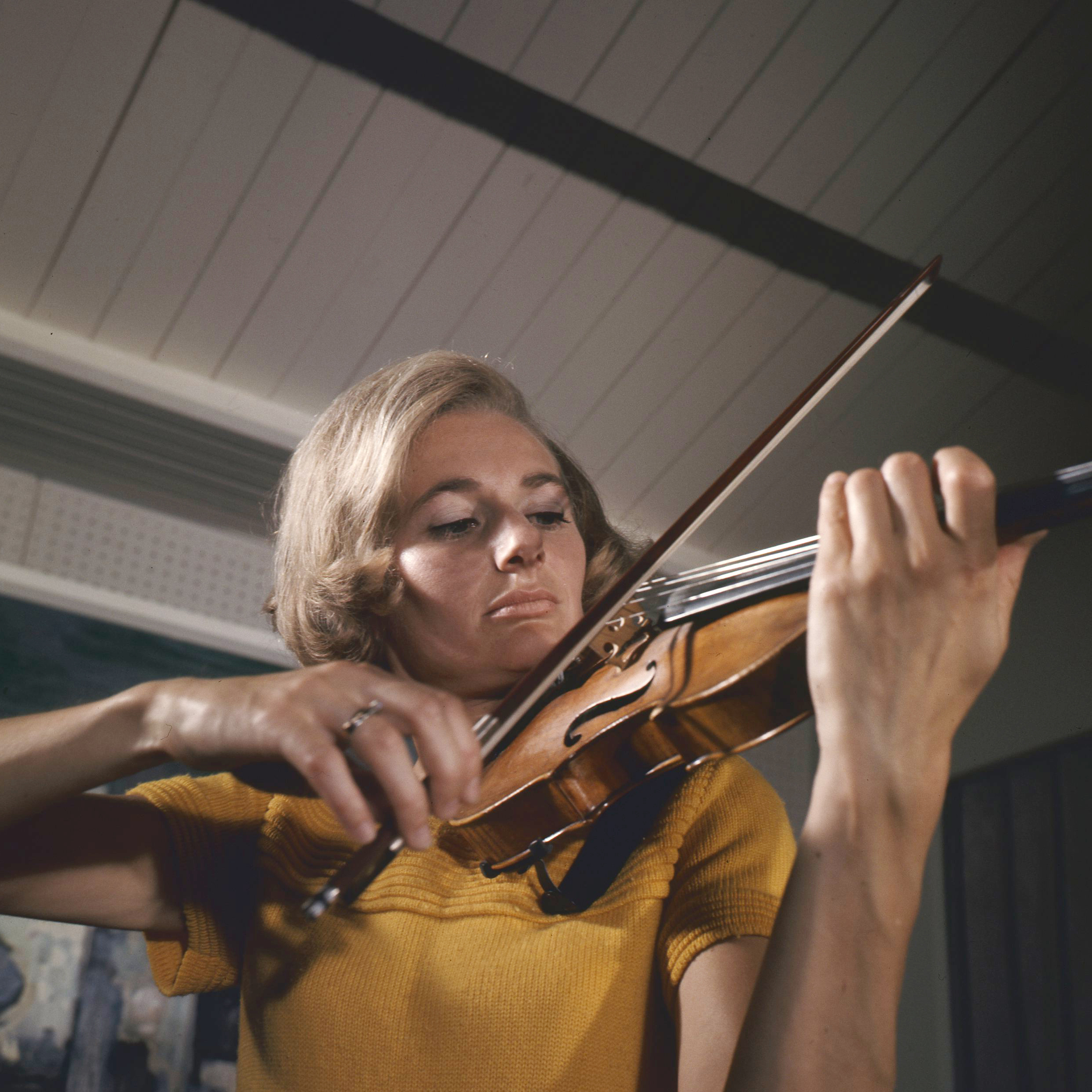
Ursula Bagdasarjanz mit einer Stradivari-Violine aus der Sammlung Rolf Habisreutinger

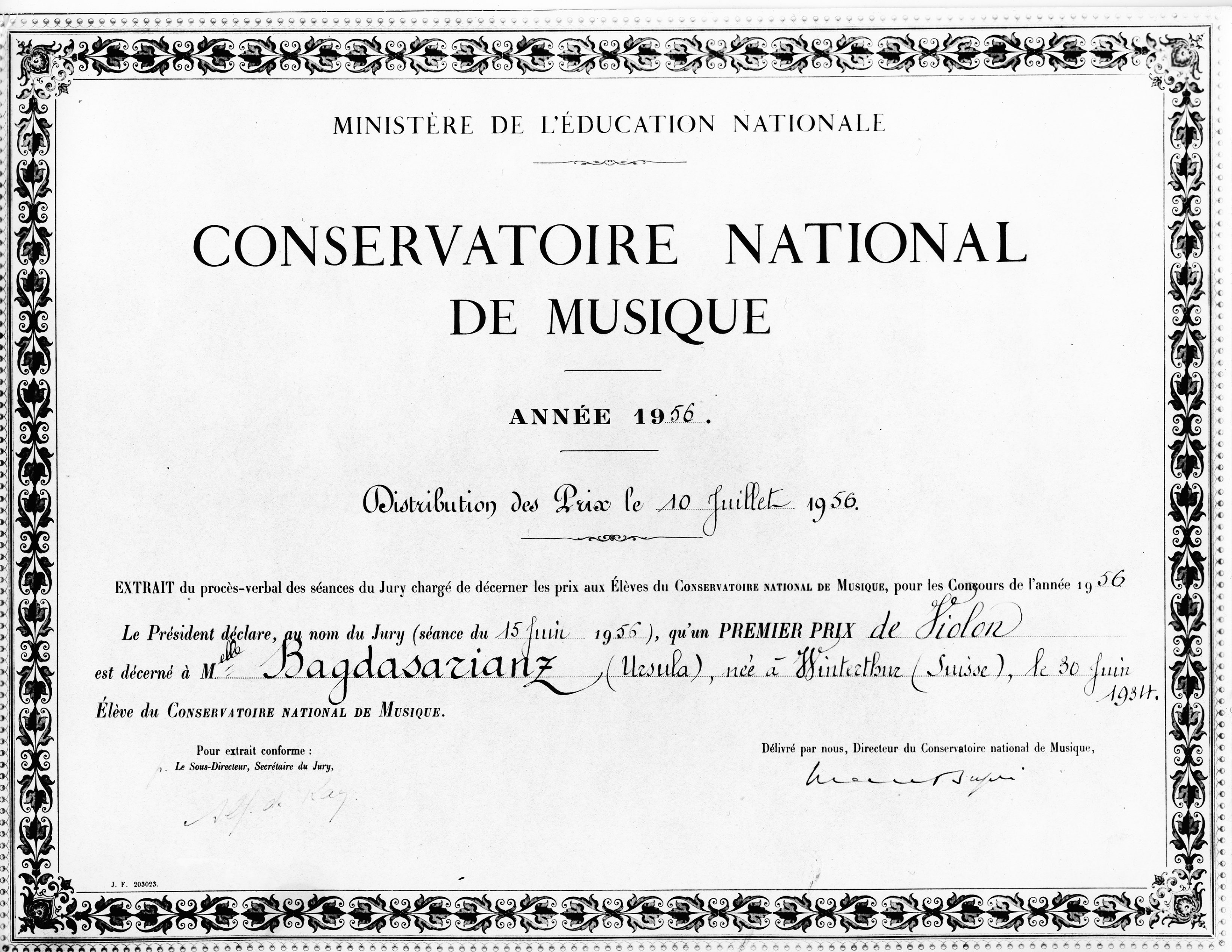
Conservatoire National de Musique Paris, erster Preis für Violine, 10. Juli 1956

Ursula Bagdasarjanz (* 1934 in Winterthur) ist eine Schweizer Violinistin.

## Werdegang
Die Tochter des aus Rumänien emigrierten armenisch- und schweizerischstämmigen Samuel Bagdasarjanz und der österreichisch- und schweizerischstämmigen Geigerin Margrit Bagdasarjanz-Weiss erhielt mit fünf Jahren bei ihrer Mutter den ersten Violinunterricht. Im Jahre 1944 gab sie im Alter von zehn Jahren ihr erstes Konzert (Beethovens Romanze in F-Dur). Ihre Lehrer waren Aida Stucki in Winterthur (1944–1953), Marcel Reynal am Conservatoire National Supérieur de Musique in Paris von 1953–1956, wo sie 1956 das Abschlussdiplom  „Premier prix de violon“ erhielt. Danach studierte sie in den Jahren 1957 und 1958 bei Sándor Végh. Sie besuchte Meisterklassen bei Joseph Calvet und Max Rostal. Als Ursula Bagdasarjanz Unterricht bei ihrer Violinlehrerin Aida Stucki nahm, war diese ihrerseits Schülerin des Violinpädagogen Carl Flesch, so dass sie sich dadurch bereits als Kind mit dem Skalensystem von Carl Flesch vertraut machte.
Die Laufbahn von Ursula Bagdasarjanz als Solistin und in der Kammermusik war von intensiver Konzerttätigkeit geprägt. Sie setzte sich u. a. für den Schweizer Komponisten Othmar Schoeck ein, indem sie dessen Violinwerke aufführte (u. a. Gesamtaufnahme der Violinsonaten mit Gisela Schoeck, der Tochter des Komponisten, am Klavier).

## Konzertauftritte 1956–1982
Bevor Ursula Bagdasarjanz ihr Studium am Conservatoire National Supérieur in Paris aufnahm, erspielte sie einen 1. Preis beim „Concours Bellan“. Während des Studiums fand ihre erste Radioaufnahme bei Radio Paris-Inter statt, wo sie später etliche weitere Aufnahmen machte. Nach Abschluss des Studiums in Paris kehrte sie in die Schweiz zurück. Sie gastierte in Spanien, Deutschland und Finnland, wo sie Solistin des Stadtorchesters in Turku war. In der Schweiz trat sie wiederholt als Solistin auf, so mit dem Tonhalle-Orchester Zürich und dem Stadtorchester Winterthur (in Winterthur, Glarus und Uster), mit dem Stadtorchester St. Gallen, dem Orchestra della Svizzera italiana sowie den Stadtorchestern Aarau, Solothurn und Olten. Violinabende und Rezitals gab sie im Ausland und in der Schweiz. Radioaufnahmen erfolgten in Zürich, Lugano, Paris und Berlin. Ursula Bagdasarjanz trat in einer TV-Dokumentation des ZDF auf und war Jurymitglied des Tonhalle Wettbewerbs Zürich. Sie wurde im Juli 2001, 2002 und 2004 nach Rumänien eingeladen, um in Târgu Mureș Meisterklassen für Violine zu geben. Sie war auch Mitglied der Jury im Constantin Silvestri Musikerwettbewerb. Ursula Bagdasarjanz gab für Radio București ein Interview.

## Publikationen
- Book / Heft 1: «STORIES FROM THE VIOLIN / DIE GEIGE ERZÄHLT», Edition Kunzelmann (GM 1777a)
- Book / Heft 2: «THE OTHER WAY / DER ANDERE WEG», Edition Kunzelmann (GM 1777b)
- Book / Heft 3: «Sept poésies pour Violon et Piano», Edition Kunzelmann (GM 1833)

## CDs

### Ursula Bagdasarjanz Vol. 1
- J.S. BACH: Sonata in a-moll für Violine solo.
- Pietro NARDINI: Sonate in D-Dur für Violine und Klavier.
- W.A. MOZART: Sonate in B-Dur KV 378 für Violine und Klavier.
- Béla BARTOK: Erste Rhapsodie für Violine und Klavier.

Ursula Bagdasarjanz (Violine), Luciano Sgrizzi & Fernande Kaeser (Klavier).
Remastering 2008. Disques VDE-GALLO (GALLO CD 1248)

### Ursula Bagdasarjanz Vol. 2
- Othmar SCHOECK: Variationensonate o.Op.22, Sonate in D-Dur Op.16 für Violine und Klavier, Sonate in E Op.46 für Violine und Klavier.

Ursula Bagdasarjanz (Violine), Gisela Schoeck (Klavier).
Remastering 2008. Disques VDE-GALLO (GALLO CD 1249)

### Ursula Bagdasarjanz Vol. 3
- Othmar SCHOECK: Violinkonzert in B-Dur Op. 21. (quasi una fantasia)
- Alexander GLASUNOW: Violinkonzert in a-moll Op. 82.

Ursula Bagdasarjanz (Violine), Radiorchestra Lugano. Dirigenten: Francesco d’Avalos und Leopoldo Casella.
Remastering 2008. Disques VDE-GALLO (GALLO CD 1250)

### Ursula Bagdasarjanz Vol. 4, Sept poésies pour Violon et Piano
- Ursula BAGDASARJANZ: Berceuse, Dracula, Gipsy-Romance, Caprice, Joie de vivre, Rêverie, Introduction et petite Valse des Alpes.
- W. A. MOZART: 1756–1791, Sonate in B-Dur KV 378 für Violine und Klavier. 1. Allegro moderato.
- Georg Friedrich HANDEL: 1685–1759, Sonate in F-Dur für Violine und Klavier.
- Pietro NARDINI: Sonate in D-Dur für Violine und Klavier. 1. Adagio.
- Niccoló PAGANINI: 1782–1840, Sonata n°12 Op.3 für Violine und Klavier.

Melanie Di Cristino (Violine), Raluca Stirbat (Klavier), Ursula Bagdasarjanz (Violine). Extraits de ses CDs.
Remastering 2008. Disques VDE-GALLO (GALLO CD 1251)

### Ursula Bagdasarjanz Vol. 5
- Wolfgang Amadeus Mozart: 1756–1791, Sonate in G-Dur KV 301 für Violine und Klavier.
- Ludwig van Beethoven: 1770–1827, Sonate in A-Dur op.47 (Kreutzer Sonate) für Violine und Klavier.
- Johannes Brahms: 1833–1897, Sonate in D-moll op.108 für Violine und Klavier.

Ursula Bagdasarjanz (Violine), Luciano Sgrizzi & Bruno F. Saladin (Klavier).

Remastering 2011. Disques VDE-GALLO (GALLO CD 1352)